# Blanchissement des coraux
Pour les articles homonymes, voir Blanchiment.

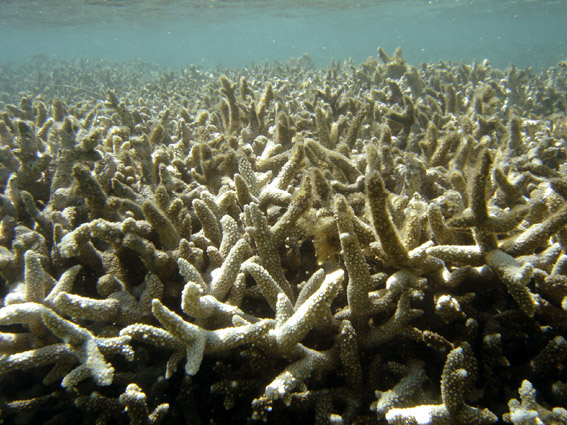
Le blanchissement des récifs coralliens (ici à la Réunion) a des causes encore mal comprises et préoccupe les experts du monde entier.

Le blanchissement des coraux, blanchiment du corail, ou blanchissement corallien est un phénomène de dépérissement des coraux, qui se traduit par une décoloration de l’animal (et du récif) à la suite de l’expulsion des zooxanthelles symbiotiques ou en raison de la perte de pigmentation des algues. Quand le corail subit un blanchissement, cela ne veut pas dire qu'il meurt. Les coraux ont la capacité d'y survivre mais ils deviennent beaucoup plus vulnérables au moindre stress. Ils ont une certaine résistance aux fluctuations environnementales normales de la température, qui est un des facteurs causant un stress important. Ce phénomène qui semble en augmentation régulière dans les océans peut conduire — par insuffisance en apports nutritifs — à la mort du corail sur de vastes surfaces (c'est une des formes de Zones mortes de plus en plus souvent observées en mer).

## Description du phénomène
La plupart des coraux des mers chaudes vivant près de la surface abritent des algues unicellulaires dinoflagellées symbiotiques microscopiques : les zooxanthelles. Ces algues utilisent les déchets métaboliques des coraux pour faire la photosynthèse. En échange d'un abri, et d'une exposition lumineuse suffisante, les zooxanthelles fournissent à leur hôte de l'oxygène, ainsi que les restes de nutriments produits n’ayant pas été consommés, dont le corail se nourrit. Cette symbiose, rare et facultative dans les mers moins chaudes, s'avère essentielle pour de nombreux organismes invertébrés en régions tropicales, à cause de la pauvreté du plancton en surface due aux températures élevées, ce qui s'avère un handicap pour une bonne partie des espèces filtreuses sessiles telles que les coraux. La symbiose permet de remédier à ce problème de taille.
Or le corail, en situation de stress, peut expulser ses zooxanthelles. Ce stress peut avoir diverses causes, parmi lesquelles :
- augmentation ou baisse des températures (qui peuvent localement être liées à des changements de courants : le phénomène El Niño demeure le meilleur exemple). Localement et ponctuellement, un changement des conditions de vent, l'exposition à marée basse, une tempête ou un tsunami peuvent contribuer à la décoloration des coraux[5] ;
- augmentation des UV B dans l'irradiance solaire (rayonnement photosynthétiquement actif + ultraviolet) [6] ;
- augmentation de l’acidité de l'eau, due à une acidification des océans (acide carbonique produit à partir du CO2 atmosphérique produit en excès par les activités humaines)[7],[8] ;
- augmentation de la densité dans l’eau de mer de produits potentiellement toxiques pour les coraux ;
- augmentation ou baisse de la salinité ;
- attaques par certaines maladies ;
- famine induite chez les coraux par diminution du plancton dans l'eau, et en particulier par manque de zooplancton pour des raisons évoquées ci-dessus ou liées à la surpêche[9] ;
- attaques massives par certaines espèces invasives (Acanthaster planci, notamment) affaiblissant et pouvant tuer le corail ;
- turbidité excessive de l’eau, asphyxiant et tuant le corail à la suite d'un colmatage par des algues primitives ou à la suite de l'augmentation de la sédimentation. Les causes peuvent être nombreuses, avec par exemple l'exploitation sous-marine de matériaux, l'apport d'engrais (nitrates, phosphates..) ou d'autres eutrophisants, apport de limons via une érosion des terres émergées proches, retombées de poussière, apport d'eaux usées ou incomplètement traitées par les stations d'épuration, etc.

La raison de l’expulsion des zooxanthelles de l’endoderme des coraux est que, en situation de stress, leurs chloroplastes, et donc l’appareil photosynthétique, est endommagé et produit un excès de dérivés réactifs de l’oxygène (DRO). Dans des conditions normales, des enzymes comme l’ascorbate peroxydase et la superoxyde dismutase reconvertissent les DRO en oxygène qui peut être assimilé par les coraux. Une augmentation de la température ou des UV entraine un dysfonctionnement enzymatique et une accumulation d’électrons. Ceci empêche la reconversion des DRO en oxygène et produit du superoxyde et du peroxyde d’hydrogène. Ces deux réactifs se diffusent dans les tissus du polype, ce qui cause des dommages tels que la dénaturation de protéines et la détérioration de l’acide nucléique. Ces micro-algues peuvent être rejetées du polype de quatre façons différentes. Les zooxanthelles peuvent être dégradées dans la cellule hôte ou expulsée par exocytose. La cellule du corail peut aussi se détacher du reste du polype ou alors mourir par apoptose (mort cellulaire programmée), afin que l’organisme entier ne périsse pas à cause des zooxanthelles.
Le corail, ayant perdu ses zooxanthelles, est très affaibli. Ceux qui survivent aux blanchissements majeurs sont affectés par un taux de croissance ralenti, une diminution de reproduction et une prédisposition aux maladies. Leur capacité de rétablissement dépend de plusieurs facteurs, tels que les signaux environnementaux, la présence de la prédation, les maladies et le retour des zooxanthelles dans ses tissus. Si ce dernier facteur n’a pas lieu, le récif corallien finira par mourir de faim ou de maladie.
Les récifs coralliens ont déjà connu trois épisodes mondiaux de blanchissement, liés au phénomène El Niño : le premier date de 1997-98 et avait causé la mort de 16 % des récifs dans le monde, surtout dans l'océan indien ; le second, de moindre ampleur, a eu lieu en 2010 ; le troisième a commencé mi-2014 autour de Hawaï et s'est propagé début 2016 à la Grande barrière australienne et à la Nouvelle-Calédonie ; il affecte 38 % des récifs, surtout dans le Pacifique, mais aussi dans l'océan indien, en particulier aux Maldives. Il est d’une ampleur, d’une intensité et d’une durée inédites. Lors des précédents épisodes, la hausse de la température de l’eau était de 0,3 à 0,5 °C, alors qu’on observe aujourd’hui une hausse de 1 à 2 °C. Au total, dans le monde, 20 % des récifs ont déjà été détruits de façon définitive ces dernières années. Et on estime que 50 % supplémentaires seront menacés d’ici trente à cinquante ans.
Alors que les épisodes de blanchissement de 1998, 2010 et 2014-2017 avaient touché respectivement 21 %, 37 % et 68 % des coraux sur la planète, l'épisode qui s'est déroulé de janvier 2023 à mars 2025 a touché 84 % des coraux mondiaux. La quasi-totalité de la zone intertropicale a fait l'objet d'au moins une vague de chaleur marine sur la période. En 2024, le nombre de canicules marines a triplé par rapport à son précédent record. L'Union internationale pour la conservation de la nature estime en novembre 2024 que plus de 40 % des espèces de coraux tropicaux sont désormais menacées d'extinction.

## Zones de prévalence
Aujourd’hui, le blanchissement massif des récifs coralliens des mers chaudes est devenu un problème mondial, mais certaines zones sont nettement plus touchées. La Grande barrière de corail a eu droit à plusieurs épisodes de blanchissement massif; ainsi que pour les Florida Keys, par exemple. Un blanchissement massif de coraux à travers le monde a été reporté en 1998.
Les blanchissements interviennent surtout au niveau des récifs frangeants, où les activités humaines sont plus nombreuses (Littoral), mais intervient aussi dans les récifs barrières et dans les atolls.

## Causes identifiées ou supposées
L’action humaine semble responsable du blanchissement massif des récifs coralliens, en particulier pour les raisons suivantes :
- l’effet de serre, qui augmente à la fois la température et l’acidité des océans ; Quand le dioxyde de carbone est absorbé par l’eau de mer, une réaction chimique prend place réduisant le pH de l’eau, sa concentration et sa saturation en carbonate. Avec la persistance de l’acidification des océans, dans les régions où les coraux se retrouvent, il y a une sous-saturation de carbonate de calcium. Ceci affecte leur capacité de construire et de maintenir leurs exosquelettes[13]. Pour la grande barrière australienne, le réchauffement serait selon une étude récente la cause la plus déterminante [14].
- l’augmentation de la pollution et des déchets en mer ;
- des déséquilibres écologiques se traduisant notamment par des maladies émergentes (par exemple des cyanobactéries qui pullulent de plus en plus fréquemment dans le monde, y compris en eaux douces) et une prolifération d’animaux mangeurs de coraux qui profitent du manque de prédateurs (dû à la surpêche ou à une fragilité accrue de ces prédateurs qui concentrent les toxines et polluants qui dans le réseau trophique sont bioaccumulés dans les différents niveaux de la pyramide alimentaire). Localement des espèces invasives peuvent aggraver le phénomène.
- les crèmes solaires sont aussi montrées du doigt par les scientifiques, à une échelle plus locale. L'effet des écrans solaires est dû aux filtres UV biologiques présents, ayant une capacité d'induire le cycle viral lytique dans les zooxanthelles symbiotiques avec des infections latentes. En outre, il a été démontré que plusieurs agents de protection solaire peuvent subir une photo-dégradation entraînant la transformation de ces agents en sous-produits toxiques[15].

L’augmentation de la température de l’eau, même d'1 °C seulement, entraîne le stress du corail et l’expulsion des zooxanthelles. Le phénomène El Niño serait l'un des facteurs les plus importants du blanchissement des coraux du Pacifique sud.
Enfin, l'action de certains animaux corallivores (comme l'étoile de mer Acanthaster planci) laisse localement un squelette blanc après la consommation des polypes. Dans certains cas, ces animaux peuvent être sujets à des vagues invasives, et blanchir ainsi un récif entier.
En 2015, un ensemble d'associations écologistes menées par 350.org dépose une plainte à la Commission des droits de l’homme (CHR) de Manille, et fait comparaître devant un tribunal philippin 47 entreprises les plus émettrices de CO2 (dont ExxonMobil, Chevron, BP, Shell ou Glencore) pour crime écologique et atteinte aux droits fondamentaux des peuples dépendant du corail.

## Conséquences
Le blanchissement représente une menace sérieuse aux coraux vivants. Ils sont eux-mêmes menacés, de même que les écosystèmes qui en dépendent. Trois types de conséquences en résultent.

### Conséquences morphologiques
- La croissance est réduite du fait d'une diminution en biomasse de tissu corporel des coraux. Les zooxanthelles représentent 5 à 12 % de la biomasse du corail, susceptible d'être perdue à la suite du blanchissement.
- L’exosquelette devient plus faible à cause d’une dissolution possible des substrats de carbonate dont il est formé.
- La capacité de rétablissement est réduite. En suivant une période de blanchissement massif, les coraux sont vulnérables et leur santé est faible[17].

### Conséquences socioéconomiques
Certains circuits économiques et industries pâtissent de la dégradation de la santé des coraux, dont une partie de l'écosystème marin dépend.
- L'industrie de la pêche est affectée. La dégradation des structures de corail mène à une baisse du nombre de poissons associés aux récifs.
- L'industrie touristique est aussi touchée. La beauté et la couleur des coraux sont ce qui attire les gens, et le blanchissement cause une baisse de l'intérêt porté aux récifs et donc une baisse de l'activité économique de la région dans laquelle se trouvent les coraux[18].

### Conséquences écologiques
- Sans les récifs coralliens, les écosystèmes perdent des fonctions essentielles. Par conséquent, les espèces marines qui en ont besoin subissent un impact négatif. L’aplanissement des récifs réduit la superficie disponible pour les espèces benthiques et la faune mobile.
- Les coraux offrent aussi une protection à plusieurs espèces, incluant les oursins qui mangent les algues non-favorables autour des coraux. Sans l’activité de ces herbivores, les squelettes des coraux blanchis sont exposés et rapidement entourés par des algues filamenteuses qui empêcheront la récupération.
- Souvent, à la suite de la mort du corail, les espèces des communautés de poissons associées quittent les régions inhabitables à cause d’un manque de nourriture et d’abri[18].

## Apparition de résistances au blanchissement
Les coraux déjà exposés préalablement au blanchissement montreraient une capacité de résistance aux nouveaux événements de blanchissement et seraient moins affectés,.
Des coraux de la baie de Kāneʻohe Bay à Oʻahu, dans un premier temps, dévastés par des déversements d'eaux usées entre les années 1930 et 1970, ont rapidement récupérées dans les 20 ans qui ont suivi l'arrêt des pollutions. Étonnamment, ces récifs se sont rétablis malgré des températures plus chaudes et des conditions plus acides que les récifs voisins à l'extérieur de la baie. En 2019, le récif a récupéré 50 à 90% de sa superficie.